# Усуд аш-Шам
Усуд аш-Шам (араб. اسود الشام‎; Львы Шама), первоначальное название «Джейш аль-Хилафату Исламия» — суннитская боевая фракция моджахедов в ходе гражданской войны в Сирии, в которую входили чеченцы и другие выходцы с СНГ. В 2014 году отделилась от Джейш аль-Мухаджирин валь-Ансар и присоединилась к Джебхат ан-Нусра, которая позже была реорганизована в Хайат Тахрир аш-Шам. Основана чеченским командиром, известным под псевдонимом Сайфуллах Шишани, после его гибели в 2014 году группировка раскололась на две части. 27 августа 2013 года Сайфуллах Шишани на встрече с другими чеченскими амирами в Сирии Абу Мусой Шишани и Муслимом Абу Валидом Шишани заявил о сотрудничестве с их джамаатами Ансар аш-Шам и Джунуд аш-Шам.
Лидер коалиции сирийских моджахедов, ныне главнокомандующий группировки «Хайят Тахрир аш-Шам» Абу Мухаммад аль-Джулани о лидере «Усуд аш-Шам» Сайфуллахе Шишани:

«...Я вместе с СейфуЛлах Шишани, возглавив армию, намеревался направиться к освобождению людей от осады режима в Гуте. После освобождения хотел с ним вместе освободить Дамаск. Когда я ему об этом сообщил, его глаза осветились счастьем. Не исчезнут чеченские матери, армии мусульман не останутся без лидеров, и Кавказ всегда будет рождать новых героев, и восстановят они былое влияние этой Уммы, иншааЛлах...» — Абу Мухаммад аль-Джулани
— Амир «Джабхат ан-Нусра» Абу Мухаммад аль-Джавлани об амире СайфуЛлах Шишани («KavkazCenter», февраль 2014)

## Амиры
- Сайфуллах Шишани[4][5][6][7][8][9][10]
- Мухаммад Шишани[11][12]
- Муханнад Шишани[12][13]